# Monts Golis
Les monts Golis sont une chaîne de montagnes du Somaliland. Également connus sous le nom de Qar Golis, ils traversent la région de Togdheer et aboutissent près du Gaanlibah.
Le point culminant de la chaîne est le Gacan Libaax (9° 58′ 16″ N, 45° 01′ 15″ E) qui culmine à une altitude de 2 008 mètres. Cette chaîne est traversée par le col de Jerato.
Les monts Golis servent de refuges pour les combattants de l'État islamique dans la région, menant à des frappes américaines dans les montagnes contre les terroristes,,.

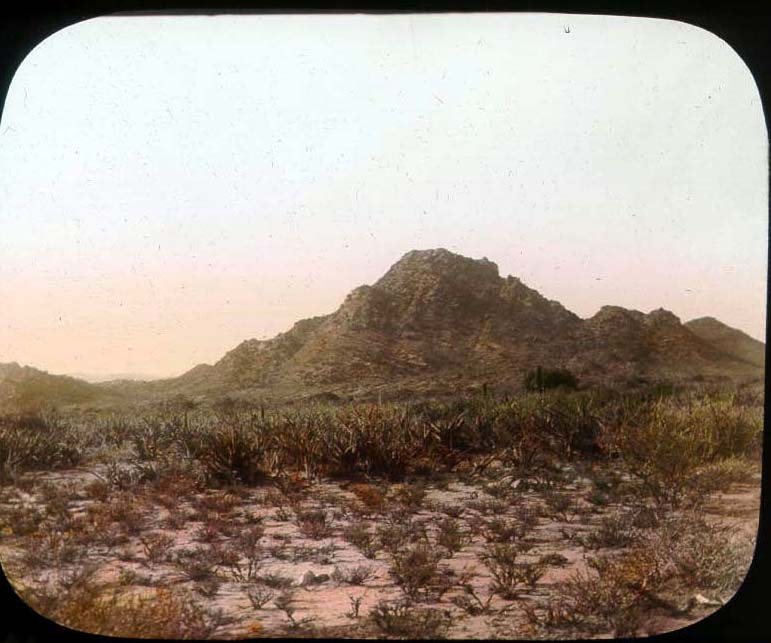
Monts Golis.
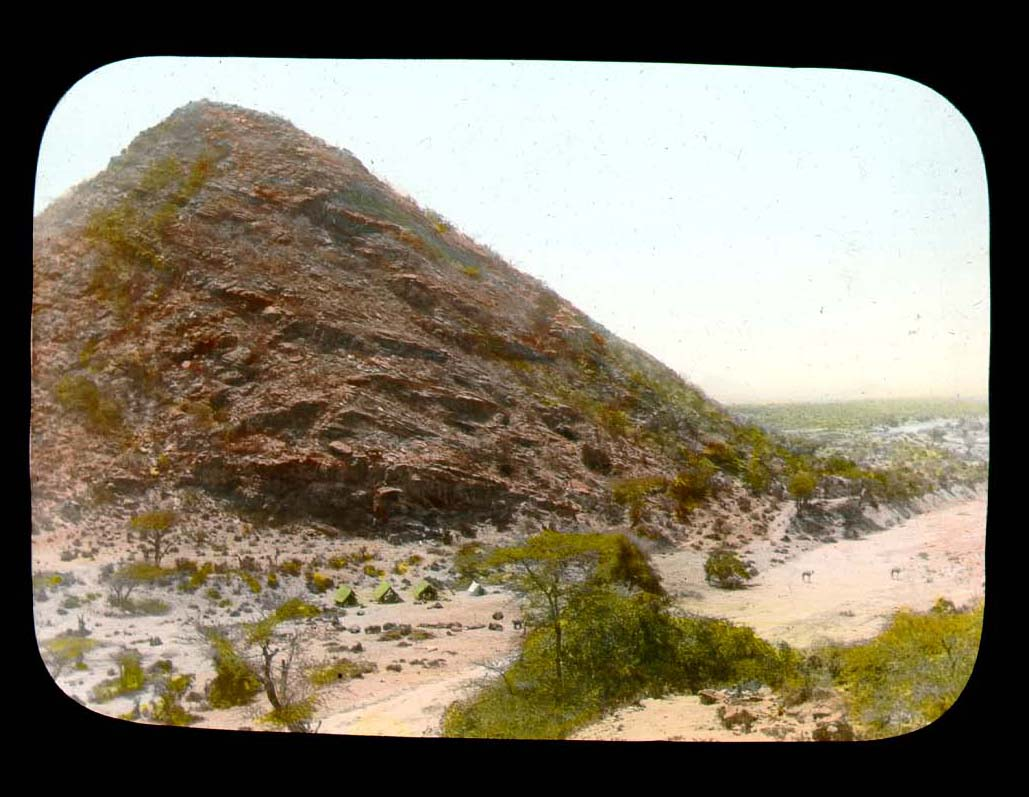
Le col Jerato ou Gellato, 1896.